# Женская сборная Американских Виргинских Островов по волейболу
Женская национальная сборная Американских Виргинских островов по волейболу (англ. US Virgin Islands women's national volleyball team) — представляет Американские Виргинские острова на международных волейбольных соревнованиях. Управляющей организацией выступает Федерация волейбола Виргинских островов (англ. Virgin Islands Volleyball Federation — VIVF).

## История
Федерация волейбола Виргинских островов — член ФИВБ с 1966 года.
В июне 1966 женская сборная Американских Виргинских островов впервые вышла на международную арену, приняв участие в волейбольном турнире Центральноамериканских и Карибских игр, прошедших в Пуэрто-Рико. Результат для команды, не имевшей никакого опыта, оказался удручающим — 5 поражений в пяти матчах и при этом ни в одном из сетов виргинские волейболистки не набирали более одного очка. После этого в международных соревнованиях островитянки не участвовали на протяжении 8 лет.
В 1974 году сборная Американских Виргинских островов вновь выступила на Играх стран Центральной Америки и Карибского региона, но, несмотря на первую одержанную победу в своей истории (над командой Венесуэлы в пяти партиях), вновь оказалась слабейшей на турнире. Через три года виргинские волейболистки дебютировали в североамериканском континентальном первенстве, но потерпели 4 поражения, не сумев выиграть ни одного сета.
В 1985—1989 виргинская сборная трижды подряд была среди участников чемпионатов Северной, Центральной Америки и Карибского бсассейна (NORCECA) и в 1987 показала свой лучший результат в первенствах континента, заняв 6-е место, правда из всего лишь семи команд. После ограничения с 1991 года числа участвующих в чемпионатах NORCECA сборных, национальная команда Американских Виргинских островов ни разу не смогла квалифицироваться на континентальные первенства.
С 1993 года сборная Американских Виргинских островов 7 раз принимала участие в Карибских чемпионатах и в 2012 добилась лучшего своего результата, выиграв бронзовые награды.
Трижды волейболистки Американских Виргин заявлялись в отборочные турниры чемпионатов мира. В североамериканской квалификации мирового первенства 2010 года виргинские волейболистки вышли в решающую стадию отбора, но уступили в ней сборным Доминиканской Республики и Мексики, опередив Панаму. В 2014 островитянки также пробились в 3-й решающий раунд квалификации, но заняли в своей группе последнее место, проиграв своим соперницам (Канаде, Мексике и Ямайке) с одинаковым счётом 0:3. В континентальном отборе чемпионата мира 2018 сборная Американских Виргин в августе 2016 года принимала один из групповых турниров 1-го раунда квалификации и, заняв в нём 2-е место после сборной Кюрасао, прошла во 2-й этап отборочного турнира, который прошёл в июле 2017 года и был совмещён с Карибским чемпионатом. На этом турнире виргинская команда стала только 7-й из 8-ми участников и выбыла из борьбы за попадание на мировое первенство.

## Результаты выступлений и составы

### Чемпионаты мира
Сборная Американских Виргинских островов приняла участие в трёх отборочных турнирах чемпионатов мира.
- 2010 — не квалифицировалась
- 2014 — не квалифицировалась
- 2018 — не квалифицировалась

- 2010 (квалификация): Амара Уильямс, Джамила Оттли, Карисса Брэтуэйт, Джанель Сароу, Ри Саймон, Келли О’Брайен, Дезири Миранда, Даниэль Селкридж, Саша Гамбз, Пенелоуп Карпентер, Ланес Бу, Альфенис Уильямс, Ханифа Хендрикс, Мириам Родни. Тренер — Люсиль Хобсон.
- 2014 (квалификация): Даниэль Селкридж, Валиссия Брэтуэйт, Манника Чарлз, Джанель Сароу, Кристин Роза, Джалисия Томас, Кавина Уоттли, Тамиша Барри, Мелисса Симмондс, Саша Гамбз, Амара Уильямс, Ниша Линдо, Ри Саймон, Мерисса Мёрфи, Элиза Санчес, Ланес Бу. Тренер — Люсиль Хобсон.
- 2018 (квалификация): Даниэль Селкридж, Валиссия Брэтуэйт, Джалисия Томас, Кристин Роза, Нэлани Фигероа, Арни О’Брайен, Рамейша Клэкстон, Айтиана Тэйлор, Тамиша Барри, Аниша Джордж, Ланес Буг, Мерисса Мёрфи, Шэнис Джеймс, Саша Гамбз, Амара Уильямс, Кианна Джон, Алекс Уиттер. Тренеры — Джерол Никлас (1-й этап), Мелисса Симмондс (2-й этап).

### Чемпионаты NORCECA
Сборная Американских Виргинских островов участвовала в четырёх чемпионатах NORCECA.
- 1977 — 9-е место
- 1985 — 10-е место
- 1987 — 6-е место
- 1989 — 9-е место

### Интернациональная лига NORCECA
- 2023 — 4-е место

### Центральноамериканские и Карибские игры
Сборная Американских Виргинских островов участвовала в четырёх волейбольных турнирах Центральноамериканских и Карибских игр.
- 1966 — 6-е место
- 1974 — 8-е место
- 1982 — 8-е место
- 1986 — 8-е место

### Карибский чемпионат
| - 1991 — не участвовала - 1992 — не участвовала - 1993 — 9-е место - 1994 — не участвовала - 1995 — не участвовала - 1996 — 4-е место - 1998 — не участвовала - 2000 — не участвовала - 2002 — не участвовала | - 2004 — не участвовала - 2006 — 5-е место - 2008 — 7-е место - 2010 — 4-е место - 2012 — 3-е место - 2014 — не участвовала - 2017 — 7-е место - 2018 — не участвовала - 2023 — не участвовала |

## Состав
Сборная Американских Виргинских островов в Интернациональной лиге NORCECA 2023.
| №  | Имя, фамилия     | Год рождения | Рост | Амплуа      | Клуб           |
| -- | ---------------- | ------------ | ---- | ----------- | -------------- |
| 2  | Валиссия Пантьер | 1991         | 178  | нападающая  | «Воллей Куинз» |
| 3  | Кристин Роза     | 2000         | 170  | связующая   | «Джесторс»     |
| 4  | Айтиана Тэйлор   | 1993         | 183  | нападающая  | «Воллей Куинз» |
| 5  | Лорен Роджерс    | 2003         | 163  | связующая   | «Джесторс»     |
| 6  | Анна Джилленс    | 2005         | 178  | нападающая  | «Апуорд Старс» |
| 7  | Тайанна Лейк     | 2003         | 178  | центральная | «Джесторс»     |
| 8  | Алек-Век Рафаэл  | 2003         | 175  | либеро      | «Джесторс»     |
| 9  | Аниша Джордж     | 1998         | 180  | центральная | «Джесторс»     |
| 11 | Айанна Фароа     | 2004         | 173  | связующая   | «Мид Джуниорс» |
| 12 | Ланес Буг        | 1993         | 173  | нападающая  | «Джесторс»     |
| 14 | Шелисса Симмондс | 2003         | 163  | либеро      | «Джесторс»     |
| 18 | Рамейша Клэкстон | 1995         | 178  | нападающая  | «Джесторс»     |

- Главный тренер — Исаак Рафаэл.
- Тренеры — Мелисса Симмондс, Альваро де Луго.